# Сюзан Деве
Сюзан Деве (фр. Suzanne Devé; 14 грудня 1901 — 12 квітня 1994) — колишня французька тенісистка.
Найвищим досягненням на турнірах Великого шолома був фінал в парному розряді.

## Фінали турнірів Великого шолома

### Парний розряд: (1 поразка)
| Результат | Рік  | Турнір            | Покриття | Партнерка          | Суперниці                                | Рахунок  |
| --------- | ---- | ----------------- | -------- | ------------------ | ---------------------------------------- | -------- |
| Поразка   | 1928 | Чемпіонат Франції | Ґрунт    | Сільві Юнґ Анротен | Ейлін Беннетт-Віттінґстолл Фібі Голкрофт | 0–6, 2–6 |